# Temnogyna
Temnogyna (лат.) — ископаемый род пчеловидных ос из семейства Temnogynidae. Включает 3 вида. Меловой бирманский янтарь.

## Описание
Мелкие ископаемые пчеловидные осы, длина тела около 5 мм. Этот род можно распознать по нотаулям, разделённым в переднем направлении на 2× расстояния между ними в заднем, вершина выпуклая, мандибулы самок простые и серповидные, мандибулы самцов с одним субапикальным зубцом, передние крылья с сегментом жилки M на 2-й субмаргинальной ячейке заметно длиннее сегмента M на 3-й субмаргинальной ячейке, передняя жилка 1m-cu заканчивается на 1-й субмаргинальной ячейке и задняя жилка M расходится с CuA перед cu-a.
Отличаются явным половым диморфизмом. Самцы †Temnogyna характеризуются небольшим, тонким и стройным телом, длинными крыльями, пропорциональными их размеру, большими глазами, занимающими значительную часть головы, и относительно крупными мандибулами, несущими два апикальных зуба. С другой стороны, самки †Temnogyna демонстрируют заметно более коренастое тело, с более толстыми ногами, относительно меньшими по отношению к голове глазами и маленькой, простой, серповидной мандибулой. Кроме того, самцы, по-видимому, легче попадают в янтарь по сравнению с самками: в наличии имеется десяток экземпляров, в то время как изучена только одна самка. Кроме того, в двух случаях несколько самцов были пойманы вместе в одном включении в кусок янтаря. Один из древнейших таксонов пчеловидных ос, возраст около 99 млн лет (меловой период).

## Систематика
Известно 3 вида. Род был впервые описан в 2024 году бразильскими энтомологами Брунно Роза и Габриелем Мело (Laboratorio de Biologia Comparada de Hymenoptera, Departamento de Zoologia, Universidade Federal do Parana, Curitiba, Бразилия).
- †Temnogyna Rosa & Melo, 2024
  - †Temnogyna elegans Rosa & Melo, 2024
  - †Temnogyna multiplex Rosa & Melo, 2024
  - †Temnogyna nyx Rosa & Melo, 2024